# Anne Elisabeth Tronhjem
Anne Elisabeth Tronhjem (født 19. april 1956 i Lemvig) er en dansk billedhugger bosat i Italien, Rieti-provinsen, siden 1988 og uddannet 1979-88 på Det Kongelige Danske Kunstakademi ved professor Willy Ørskov.
Tronhjem har en monumental Delelig Kubus-skulptur: "Del og Helhed" placeret i byrådssalen på Holstebro Rådhus. 

## Udstillinger
- Charl. Forår 1981; [2]
- Forslag til Det Neuhausenske Legats konkurrence 1979 “DEL OG HELHED”, Festsalen Charlottenborg, Kbh 1981;
- Skulptur i parken, Kalmar Kunstmuseum 1983;
- Skulptur Nu, Århus Kunstbygn. 1984;
- Presenze artisti stranieri oggi in Italia, Centro espo. della Rocca Paolina, Perugia 1991;
- Mostra Internaz. di Scultura Contemp., Mus. di Scultura a Fregene, Rom 1992;
- L'oggetto dell'immaginario, Pal. Comunale, Rieti 1992;
- La Freccia Del Tempo Le Frecce Dell’Arte, Palazzo Tiberi, Contigliano (Rieti) 1992;
- Dialogo con la Materia, Chiesa di S. Maria di Realvalle di S. Pietro Scafati, Napoli, promosso da Centro Documentazione Ricerca Artistica Contemporanea Luigi Di Sarro, Roma 1993;
- Pensieri e Opere, Gal. Comunale, Morlupo, Roma 1993;
- Katalogos, Museo Nazionale D’Abruzzo, Castello Cinquecentesco, L’Aquila 1994;
- Orizzonte Plurale, Mus. della Carta e della Filigrana, Sala Espo., Fabriano, Ancona 1994;
- Cose, Gal. Politecnico, Roma 1994;
- Kammeraterne, Den Frie Udstillingsbygning, Kbh 1995;
- Viaggio in Monte Porzio Catone, Roma 1995;
- Venti artisti fra Ricerca e Polivalenza dell'immagine, Pal. Farnese, Ortona 1996;
- Generazioni a Confronto, Palazzo Sforza Cesarini, Genzano di Roma 2015;
- Le donne i cavalier l'arme gli amori e l'Arte - Furioso 2016, la celebrazione dei 500 dalla prima edizione dell'Orlando furioso di Ludovico Ariosto, Palazzo Orsini, Bomarzo 2016;
- XLIII Premio Sulmona, Rassegna Internazionale D’Arte Contemporanea, Polo Museale Civico Diocesano, Sulmona 2016;
- Tre Civette sul Comò, CivettArte, Musei di Villa Torlonia, Roma 2017;
- Presentazione del volume "Percorsi d'Arte in Italia 2016", edizioni Rubberttino, Segmenti e codici visivi, Mitreo Arte Contemporanea di Roma, Roma 2017;
- XLIV Premio Sulmona, Rassegna internazionale d'arte contemporanea, edizione Bimillenario Ovidiano, Polo Museale Civico Diocesano, Sulmona, 2017;
- Prospettive del Terzo Millennio, MACA - Museo Arte Contemporanea Acri, Palazzo Sanseverino-Falcone, Acri, Cosenza 2017/18.
- Splash! Un tuffo nell’Eros, Arte Contemporanea, Scuderia Chigi - Albani, Soriano Nel Cimino, Viterbo 2019;
- XLVI Premio Sulmona “Gaetano Pallozzi”, Rassegna Internazionale D’Arte Contemporanea, Polo Museale Civico Diocesano, Sulmona 2019
- 25* Simposio internazionale di scultura su pietra del Friuli Venezia Giulia, Parco Sculture di Vergnacco di Reana del Rojale, Udine 2022;
- Unclassifiable, Sala delle Pietre, Todi 2023;
- Senza Confini, Museo Diocesano e Capitolare di Terni, Terni 2023;
- Luco, F’Art Spazio per le Arti Visive Contemporanee, 729ma Perdonanza Celestiniana Città dell’Aquila, L’Aquila 2023;
- Arte e Spiritualità, la Clausura apre all’Arte Contemporanea, Seminiamo Arte, MuBAq Museo dei Bambino, L’Aquila per un Museo diffuso, 729ma Perdonanza Celestiniana Città dell’Aquila, Monastero di San Basilio, L’Aquila 2023;
- Arte-Natura, sculture e installazioni,  Seminiamo Arte, MuBAq, Museo dei Bambini, L’Aquila per un Museo diffuso, Orto Botanico di Collemaggio, L’Aquila 2024;
- Fear, Mostra dei finalisti del Concorso Internazionale di Arte Contemporanea, ArteAlta, Alina Art Foundation, Collegiata dei Santi Pietro e Orso di Aosta, Aosta 2024;
- OIKOUMENE, SCD Textile&Art Studio, MAD Monteluce Art District, Perugia 2024;
- I BLU, Contemporary Art Project, Spazio delle Arti, Roma 2024;
- Tacco 12, Museo Tuscolano-Scuderie Aldobrandini, Frascati, Roma 2025;

### Separatudstillinger
- Skulptur og tegning, Holstebro Kunstmuseum1986;
- Skulptur og tegning, Holstebro Kunstmuseum 1995;
- Forme attratte, Figure incastrate, Ass. Operatori culturali, Via Flaminia 58, Roma 1997;
- Las piedras que respiran, exposición de Elisabeth Tronhjem, Palma de Mallorca 2004.
- BiCc, Biennale internazionale della Calabria città, Museo Comunale, Palazzo delle Esposizioni, Praia a Mare, Cosenza 2018;
- PÅ REJSE, (IN VIAGGIO), visita guidata allo studio di Elisabeth Tronhjem a Palazzo Carocci Tiburzi in occasione della 19^ Giornata del Contemporaneo promossa da AMACI con il sostegno della Direzione Generale Creatività Contemporanea del Ministero della Cultura e con la collaborazione del Ministero degli Affari Esteri e della Cooperazione Internazionale.  Palazzo Carocci Tiburzi, Contigliano, Rieti 2023;

## Priser
- Vandt De Neuhausenske Præmier 1981.
- Hun modtog XLIII Premio Sulmona di Arte Contemporanea, Museo civico di Sulmona - Polo Museale Civico Diocesano - Sulmona, Italien.[1]
- VI Premio Centro, “SPLASH! Un tuffo nell’Eros”, targa, 2019.